# Vanina Chupa
Vanina Chupa est une drag queen française.

## Biographie
Il grandit en Picardie, où il subit du harcèlement homophobe. Sa mère le décourage de poursuivre une carrière artistique, trouvant peu honorable d'être acteur ou que « danseur, ça fait pédé ». À 19 ans, en 1992, un an après avoir eu le bac, il déménage à Paris où il peut enfin vivre son homosexualité. Il découvre le drag en soirée organisée par Susanne Bartsch au Queen, en voyant une drag queen danser ; il en être émerveillé et commence sa carrière de drag queen quelques mois plus tard, au Banana Café,.
En 2013, il doit se faire opérer du dos en urgence en raison du port prolongé de talons hauts.

## Drag
Dans les années 1990, Vanina Chupa travaille majoritairement en boîte de nuit ; elle a alors l'idée de se spécialiser dans la tournée des boîtes de nuit hors de Paris, dont de nombreuses boîtes hétéros, où elle est parfois confrontée à de l'homophobie violente.  Elle fait aussi des tournées au Japon, en Russie et en Turquie.
Son style de drag est punk, contre la bien-pensance et le conformisme, avec beaucoup d'humour noir. Elle s'est longtemps présentée comme l« e croisement de Bozo le clown et Elizabeth Taylor ». Son nom lui vient de la chanson Vanina car elle passait au Banana Café lors de son premier jour en drag. Le drag est aussi pour elle, en particulier au plus fort de la pandémie de sida, un moyen de mettre de la joie au milieu des tragédies.
Elle puise son inspiration de Spagna,Torch Song Trilogy, Sumirock, Bros et la culture japonaise notamment les mangas et les geishas. 

## Filmographie
- Je vais te manquer[2]